# ATPチャレンジャーツアー
ATPチャレンジャーツアー（ATP Challenger Tour、旧ATPチャレンジャーシリーズ）はATPツアーが運営する同ツアーの下部ツアーである。カテゴリの色は黒。

## 概要
ATPチャレンジャーツアーは1978年に設けられた。世界40カ国以上で年間166大会開催される。チャレンジャーツアーの下位にはITFワールドテニスツアーがある。
賞金総額は大会ごとに$40,000から$220,000(食費や移動費付き)まであり、優勝ポイントも賞金額に応じて異なり50ポイントから175ポイントまである。大会によってバラツキがあるが世界ランキング50位前後から400位あたりの選手を中心に出場し、賞金の高いトーナメントほど本選及び予選の出場カットラインが高くなる。また、ケガ明けの調整や開催国籍のワイルドカードなどにより稀にランキング上位の選手が出場することもある。

## ATPポイント
| カテゴリ          | シングルス | シングルス | シングルス | シングルス | シングルス | シングルス | シングルス | シングルス | シングルス | ダブルス | ダブルス | ダブルス | ダブルス | ダブルス |
| カテゴリ          | W          | F          | SF         | QF         | R16        | R32        | Q          | Q2         | Q1         | W        | F        | SF       | QF       | R16      |
| ----------------- | ---------- | ---------- | ---------- | ---------- | ---------- | ---------- | ---------- | ---------- | ---------- | -------- | -------- | -------- | -------- | -------- |
| チャレンジャー175 | 175        | 100        | 60         | 32         | 15         | 0          | 6          | 2          | 0          | 175      | 100      | 60       | 32       | 0        |
| チャレンジャー125 | 125        | 75         | 45         | 25         | 11         | 0          | 5          | 2          | 0          | 125      | 75       | 45       | 25       | 0        |
| チャレンジャー100 | 100        | 60         | 36         | 20         | 9          | 0          | 5          | 2          | 0          | 100      | 60       | 36       | 20       | 0        |
| チャレンジャー75  | 75         | 50         | 30         | 16         | 7          | 0          | 4          | 2          | 0          | 75       | 50       | 30       | 16       | 0        |
| チャレンジャー50  | 50         | 30         | 17         | 9          | 4          | 0          | 3          | 1          | 0          | 50       | 30       | 17       | 9        | 0        |

2023年改定

## 主な大会

### 日本
- 横浜慶應チャレンジャー[2]（11月 神奈川 チャレンジャー75 2007-）
- 四日市チャレンジャー（11月 三重 チャレンジャー75 2019-）
- 兵庫ノアチャレンジャー[3]（11月 兵庫 チャレンジャー100 2015-）
- 愛媛国際オープン[4]（11月 愛媛 チャレンジャー75 2022-）

#### 過去に開催されていた大会
- 島津全日本室内テニス選手権大会（2月 京都 1997-2018）
- ダンロップワールドチャレンジテニストーナメント（11月 愛知 2008-2017）

### 中国
- 安寧 $50,000
- 北京 $75,000+H
- 広州 $50,000+H
- 昆明 $125,000
- 南昌 $50,000+H
- 寧波 $125,000
- 平果 €42,500+H
- 上海 €50,000
- 天津 $50,000+H
- 烏海 $42,500
- 武漢 $42,500

### 香港
- 香港 $50,000

### 台湾
- 高雄 $125,000+H
- 台北 €85,000+H

### シンガポール
- シンガポール €50,000+H

### 韓国
- プサン・オープン・チャレンジャー $75,000+H
- 春川 $100,000
- 金泉 $50,000
- ソウル $50,000
- 寧越 $35,000+H

### 他外国
- コメリカバンク・チャレンジャー $75,000
- セグロス・ボリバル・オープン・ブカラマンガ $35,000+H
- サリナス国際オープン $35,000+H
- ニューカレドニア国際　$75,000+H
- プライム・カップ・オープン・サンパウロ $100,000+H
- マンタ・オープン $35,000
- ロイヤルバンク・オブ・スコットランド・チャレンジャー $50,000+H

※ 賞金額は、2016年までの開催実績。